# Jason Bond
Jason E. Bond is arachnoloog en is hoogleraar Biologie aan de Auburn University in de Verenigde Staten, waar hij ook directeur is van de Biodiversity Learning Center.

## Biografie
Bond studeerde biologie aan de Western Caroline University, waar hij in 1993 afstudeerde. Hij vervolgde zijn studie aan de Virginia Tech, waar hij in 1995 zijn Master of Science in biologie behaalde en in 1999 zijn Ph.D. in Evolutionaire Systematiek en Genetica.
Als co-professor aan de East Carolina University ontdekte Bond een aantal spinnensoorten van de geslachten Aptostichus en Myrmekiaphila. Een van deze spinnen, Aptostichus stephencolberti, vernoemde hij naar Stephen Colbert, tv-host van The Colbert Report. Een andere spin, die hij samen met Norman I. Platnick ontdekte, noemde hij Myrmekiaphila neilyoungi, naar de Canadese singer-songwriter Neil Young.
- International Standard Name Identifier: 0000 0003 9261 9806
- Nederlandse Thesaurus van Auteursnamen: 309564085
- ORCID: 0000-0001-6373-3875
- ResearcherID: P-1501-2017
- Virtual International Authority File: 286697995
- WorldCat: E39PBJgd36jwBqYwYj6JBD8KVC